# 道の駅河北
道の駅河北（みちのえき かほく）は、山形県西村山郡河北町にある国道287号の道の駅である。愛称はぶらっとぴあ。「ぶらつく」と「ユートピア」を合わせた造語であるが、誤って「ぷらっとぴあ」と書かれることもある。

## 沿革

### 開館
1992年（平成4年）4月、建設省は「道の駅」設置基準策定の前段階として、全国で5箇所の設置地点を選定した。山形県では国道287号沿いの河北町谷地が選ばれた。町はこの年、用地造成に着手し、翌1993年度（平成5年度）中には完成させる予定としていた。1993年（平成5年）6月、議会では運営や管理の方針が不明確だとして、一部の議員が建設費を盛り込んだ補正予算に反対する緊急動議を提出したが、結局補正予算は原案通り可決された。町は工事と並行して駅の愛称を公募、1994年（平成6年）1月、愛称が「ぶらっとぴあ」に決定した。
1994年（平成6年）3月29日、完成した道の駅の落成式が行われ、4月2日にオープンした。山形県の道の駅としては4番目の開業であったが、先行する3駅は既設の施設が道の駅の指定を受けたもので、新規に道の駅として整備した施設は県内初であった。駅の運営はJAさがえ西村山に委託され、地元農産物の有効活用として河北町産トウモロコシをアイスクリームにした「ハーベストクイーン」が駅で発売された。

### 休館
しかし冬場に入ると利用者が落ち込み、JAさがえ西村山は1995年（平成7年）3月末で一旦終了する運営委託契約を更新しないことに決めた。駅に出店するレストラン業者と口約束で契約する、撤退する業者に口頭のやり取りで出資金を払い戻すなど、JAのずさんな運営も明らかになり、建設省が道の駅としての登録を取り消す可能性も出てきた。これに対し町は、7月以降に開館が予定されていた総合交流センター「サハトべに花」の運営を担う公社に道の駅も運営させる構想を立て、公社設立までの間は暫定的に町観光協会が運営を引き受けることで、施設の閉鎖を回避しようとした。
ところがJAと口約束で契約を交わしていたレストラン業者が「5年契約のはず」と主張し、1995年（平成7年）4月以降も施設に残留した。町が電気を止めたことから業者は自家発電機を持ち込んでアイスクリームを販売し、社員が交代で施設に泊まり込んで営業を続けた。JAは4月11日、業者に光熱費など諸費用の支払いとJA所有物の返還を求める訴訟を起こした。4月28日には町も業者に明け渡しを求める仮処分申請を行い、5月には訴訟を起こして明け渡しを求めた。訴訟で業者側は、JAとの契約通りに営業していると主張、町長も業者がJAと口頭で結んだ5年の委託契約を承認しているとして、町ともJAとも契約が成立していると主張した。山形地裁は施設の活用策が決まっておらず、町が求める明け渡しに緊急性はないとして、町の仮処分申請を却下したが、業者側が求めていた営業妨害停止の仮処分申請も同時に却下した。これには町と業者の双方が即時抗告した。業者も1996年（平成8年）に町とJAに占有権と収益権を求める訴訟を起こし、訴訟合戦となった。紛争案件となったことから、1995年4月以降建物は閉鎖状態となり、使用できるのはトイレだけとなった。
1998年（平成10年）、町は建物のうち紛争部分を除いた1階の一部と2階だけを再開させることを決め、4月から町べに花の里振興公社の運営で再開された。1999年3月、山形地裁は「契約が成立していたとは言えない」としてレストラン業者に施設の明け渡しと未払い光熱費の支払いを命じる判決を出した。判決を受け、町は4月2日と3日の両日開催される谷地ひなまつりの前に全館再開したい意向であったが、業者は判決後も退去せず、4月23日に強制執行が行われた。

### 再開および再休館
2000年（平成12年）6月、レストランのある3階部分も含めて全面再開した。2000年2月の山形「道の駅」連絡会総会では河北の駅長が総会の会長に就任した。
2016年（平成28年）4月からは地元河北町で情報通信機器を販売するゴトウ通信が地域活性化事業部を開設し、指定管理者として道の駅を運営することになった。これに伴い野鳥のマスコットキャラクター「ぶらP」が作成され、建物も改装されて4月29日に正式にリニューアルオープンした。
しかし2018年（平成30年）、ゴトウ通信は自ら指定管理者取り消しを求め、河北町がこれを認めたため、4月1日から休館した。

### 再再開
2018年（平成30年）6月、田宮栄佐美町長は1階のみを観光案内所として使用する形で再開を目指す意向を議会で表明した。7月には河北町観光協会が委託先に決まったが、休館状態は続き、2019年（平成31年）に新町長となった森谷俊雄も早期再開に向けた検討の意向を示した。
その後、河北町の2019年度予算案に運営事業費が盛り込まれ、2019年4月25日、プレオープニング式が行われた。これは正式運営に向けた調査のためのプレオープンという位置づけで、町は9月をめどに基本構想をまとめた後、本格オープンに入るとしている。8月、町は2020年（令和2年）4月の本格オープンが目標と明らかにした。

## 施設

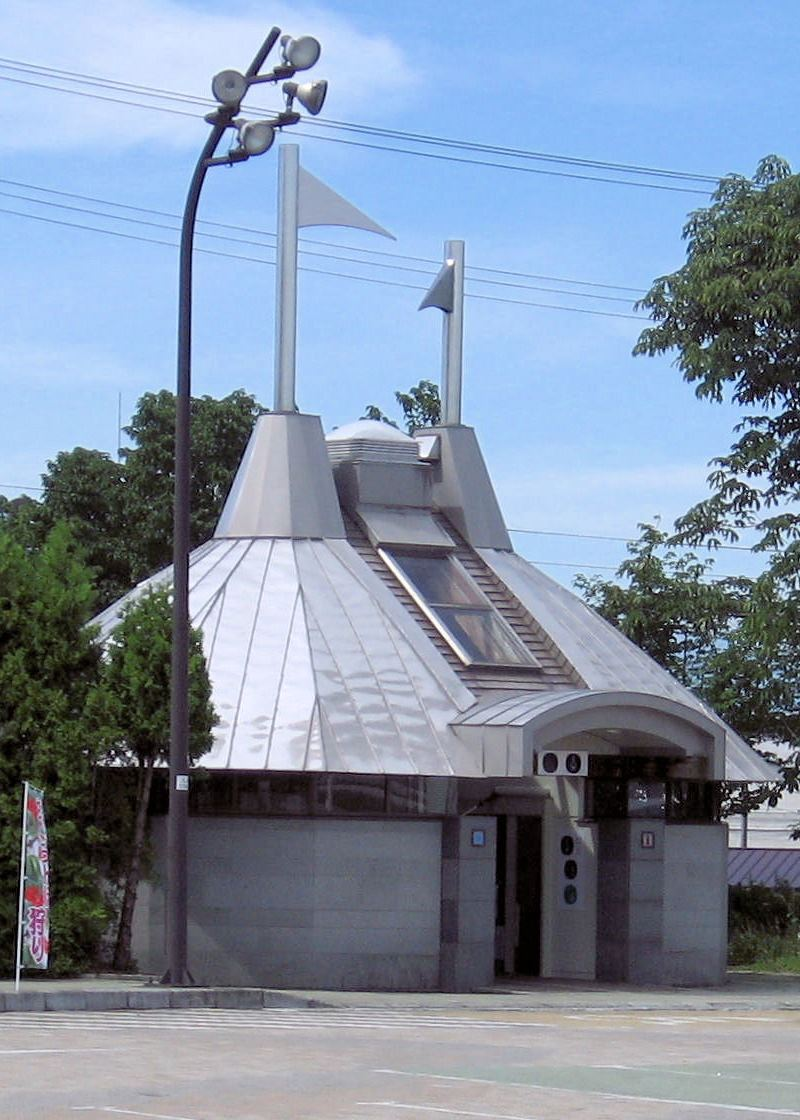
トイレ

- 駐車場
  - 普通車：46台
  - 大型車：6台
  - 身障者用：2台
- トイレ （いずれも24時間利用可能）
  - 男：大 2器、小 5器
  - 女：4器
  - 身障者用：1器
- 道路情報コーナー
- イベント広場
- 喫茶コーナー
- 売店
- 物産展示
- レストラン
- 展望室

## 休館日
- 無休

## アクセス
- 国道287号（山形県道110号天童河北線重複区間）
  - 東根IC - 東北中央自動車道
  - 山形県道282号皿沼河北線

## 周辺
- 山形空港
- 最上川グリーンパーク